# Euphonia plumbea
L'eufonia plumbea o eufonia grigia, nota anche come organista plumbeo o organista grigio (Euphonia plumbea du Bus de Gisignies, 1855), è un uccello passeriforme della famiglia dei Fringillidi.

## Etimologia
Il nome scientifico della specie, plumbea (del quale il nome comune altro non è che una traduzione), è un chiaro riferimento alla livrea di questi uccelli.

## Descrizione

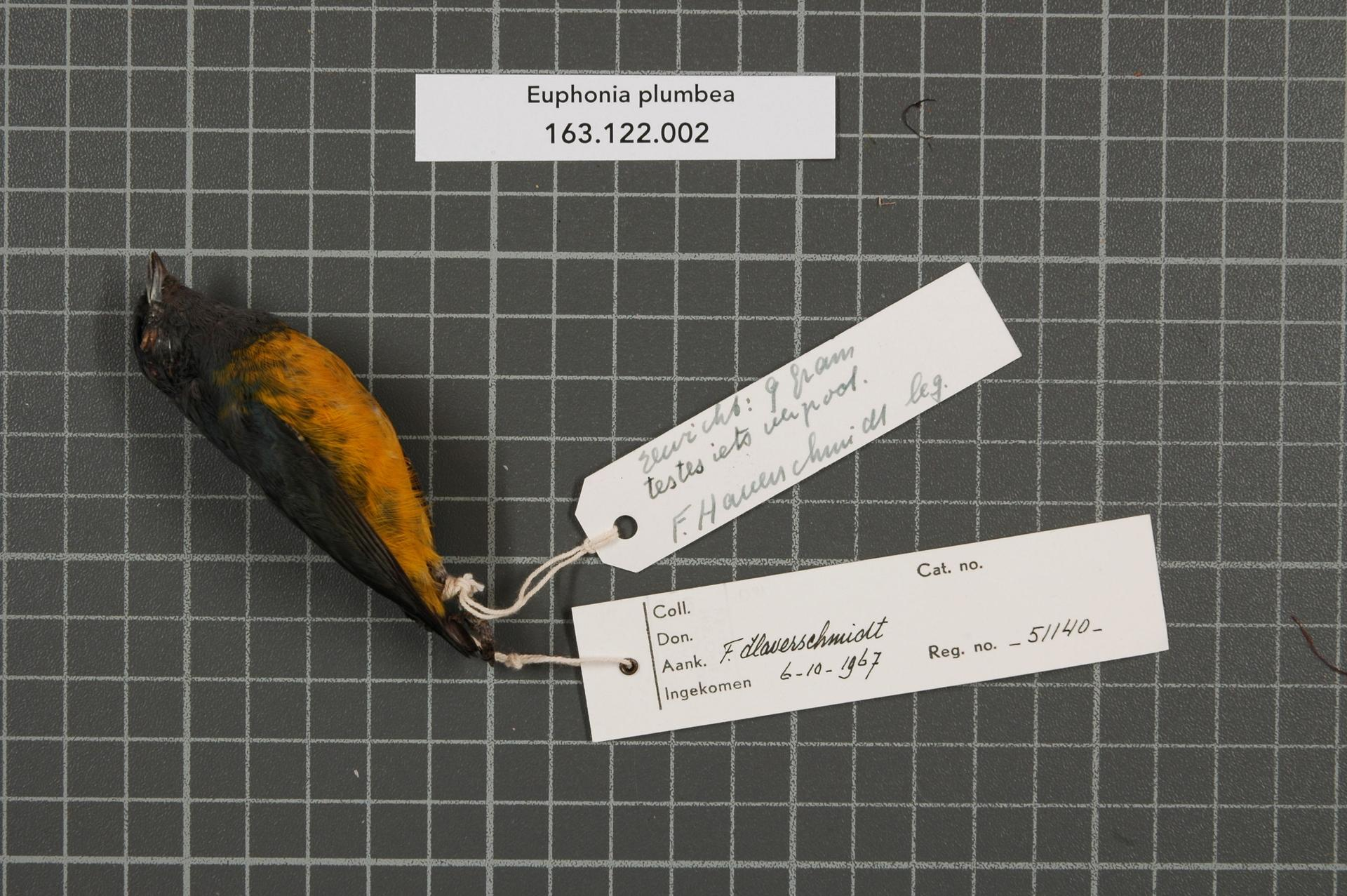
Maschio impagliato.

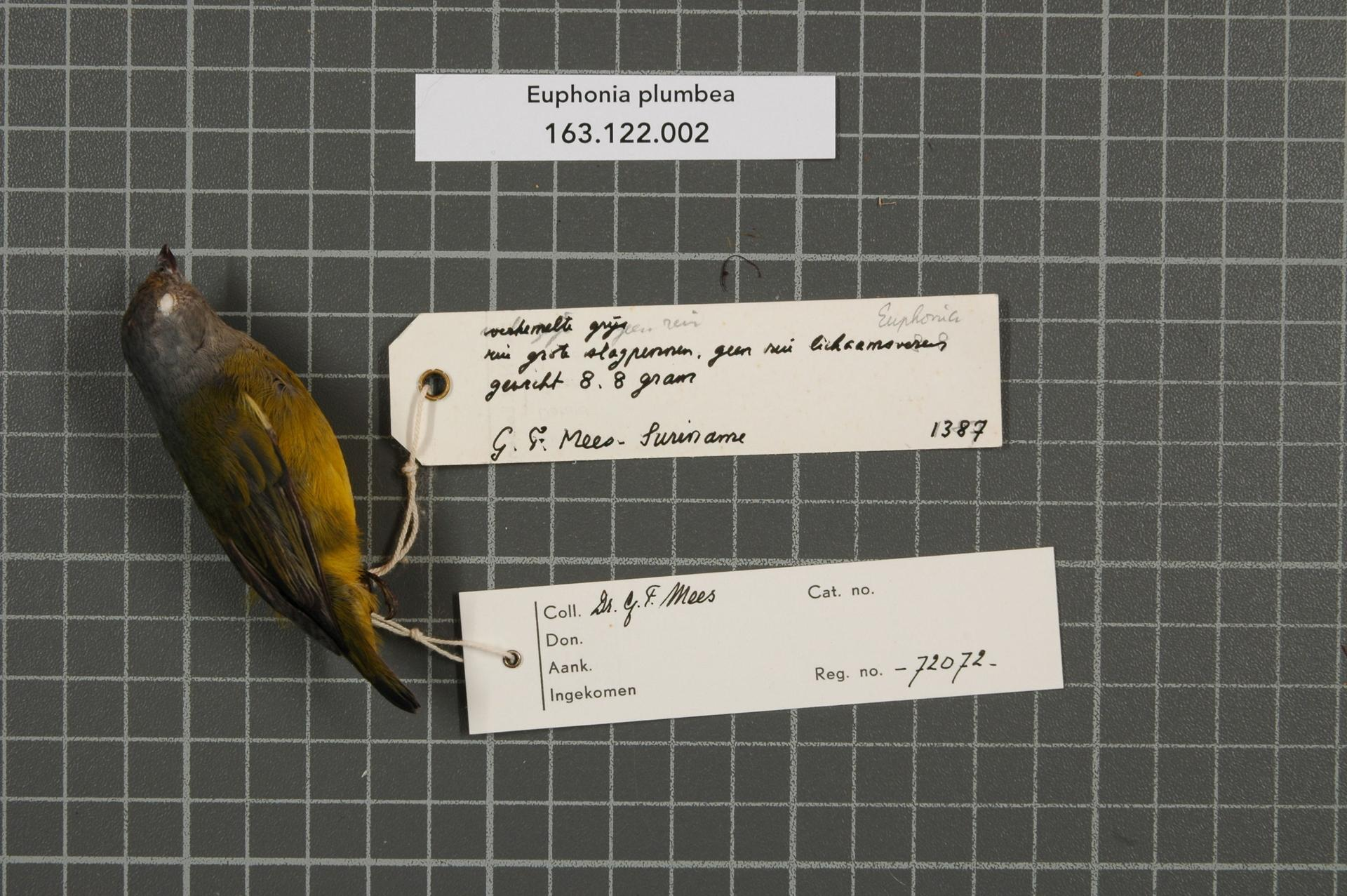
Femmina impagliata.

### Dimensioni
Misura 9 cm di lunghezza, per 8,7-9,5 g di peso.

### Aspetto
Si tratta di un uccelletto dall'aspetto robusto, munito di testa arrotondata, corto becco conico, ali appuntite e corta coda squadrata.
Il piumaggio è di colore grigio scuro su testa, dorso, ali e coda (queste ultime due presentano punte più scure e tendenti al nerastro), nonché sulla parte superiore del petto, mentre la parte inferiore dello stesso, il ventre e il sottocoda sono gialli: sui fianchi e sui lati del petto le colorazioni dorsale e ventrale si intersecano dando un effetto striato. Questa specie manca del giallo frontale presente in molte altre eufonie, caratteristica questa che ne ha determinato il nome scientifico e di riflesso quello nome comune.

Il dimorfismo sessuale è ben evidente, con le femmine dalla colorazione dorsale più chiara rispetto ai maschi, tendente al grigio cenere, mentre il giallo ventrale presenta estensione minore. In ambedue i sessi becco e zampe sono nerastri, mentre gli occhi sono di colore bruno scuro.

## Biologia
Si tratta di uccelli diurni e tendenzialmente solitari, che passano la maggior parte della giornata alla ricerca di cibo e si muovono al massimo in coppie.

### Alimentazione
La dieta di questi uccelli è in massima parte frugivora, componendosi soprattutto di bacche e frutti, e assai sporadicamente anche di insetti: rispetto alle altre eufonie, in questa specie il legame con le Loranthaceae per quanto concernente l'alimentazione non è così marcato.

### Riproduzione
Sebbene manchino informazioni sulla riproduzione, si ha motivo di credere che essa non differisca significativamente, per modalità e tempistica, rispetto a quanto osservabile in altre specie congeneri.

## Distribuzione e habitat
L'eufonia plumbea è diffusa in buona parte del Sudamerica settentrionale, abitando gran parte del massiccio della Guyana (dalla sponda meridionale dell'Orinoco ad est fino alla Guyana francese e all'Amapá), la Colombia orientale (dalla Sierra de Chiribiquete ad est fino ai dipartimenti di Vichada e Guainía) ed il nord del Brasile, lungo l'alto corso del Rio Negro: alcune popolazioni isolate sussistono anche in Perù nord-orientale (regioni di San Martín e nord di Loreto).
L'habitat di questo uccello è rappresentato dalle aree di boscaglia aperta, le aree cespugliose, le radure con presenze di macchie alberate isolate e la savana alberata.